# Албул Валерій Вікторович
Валерій Вікторович А́лбул (3 липня 1955, с. Старокозаче, Білгород-Дністровський район, Одеська обл. — 31 березня 2018, м. Одеса) — скульптор-фарфорист, кераміст. Член Національної спілки художників України (1993). Чоловік Наталії Албул, батько Романа Албула.  

## Біографія
Закінчив керамічне відділення Одеського художнього училища (1980; викладачі Н. Федорова, Л. Фудригайло, О. Нирковська), відтоді працював художником на Городницькому порцеляновому заводі (Житомирська обл.)
У 1984—1990 рр. — скульптор на Полонському заводі художньої кераміки (Хмельницька обл.).
Продовжив творчу діяльність як художник-кераміст в Одесі: у 1990—1993 рр. працював в керамічному цеху при Художньому фонді, згодом — у власній майстерні-студії.
Від 1982 р. брав участь в обласних і всеукраїнських мистецьких виставках. Персональні виставки — в Одесі (1996), Барселоні (Іспанія, 1998), Мадриді (1999; усі — спільно з дружиною).
Скульптурні композиції митця неодноразово відзначалися художньою радою Міністерства легкої промисловості УРСР і на виставках.
Твори художника зберігаються в зібранні Міністерства культури України (Київ), Музеї історичної спадщини, музеї виробів Городницького фарфорового заводу, Донецькому обласному художньому музеї, Полонському історичному музеї, Хмельницькому обласному краєзнавчому музеї.
Трагічно загинув 31 березня 2018 року під час урагану на подвір'ї власного будинку в селі Холодна Балка, похований в Одесі.

## Творчість
Майстер фарфорової пластики, яку створював переважно на Полонському заводі художньої кераміки (саме з його скульптурними творами асоціюється стилістика виробів підприємства 1980-х рр.). Проекти розписів на майже всі його моделі робила дружина Наталія Албул. Основна тематика творів — світова («Барон Мюнхаузен», 1982; «Мауглі», 1988) та українська («Вакула», «У гостях у Солохи»; обидва — 1985) літератури, українська етнографія, казки та фольклор. Створив серію художніх композицій за мотивами жартівливих українських приказок та пісень («А п'яницю хоч в криницю», 1987).
Автор інтер'єрних та екстер'єрних скульптурних композицій, пластів, ваз та світильників з шамоту, теракоти й майоліки. Поверхні керамічних пластів і сервізів часто служили тлом для пейзажних живописних композицій.
2011 р. у співавторстві з дружиною Наталією виконав майолікові панно для Свято-Архангело-Михайлівського жіночого монастиря в Одесі.

## Вибрані твори
Скульптура — «Легенда» (1982), «Українські народні приказки» (1983), «Весілля», «Ми на човнику катались», «Тривога» (усі — 1984), «Побачення», «Катюша», «На роздоріжжі», «Джаз» (усі — 1985), «Рибак», «Ніченька» (обидві — 1986), «Рушничок», «Зимове подвір'я», «Наречена», «Котигорошко», «На риболовлі», «Дівчина зі снігуром», «А мій милий чорнобривий», «У скупого чоловіка жінка наймичка», «І не курить, і не п'є, тільки жінку крепко б'є», «Труд» (усі — 1987), «Нарцис», «Бик» (обидві — 1988), «Циганка» (1989), «Єгер» (1992), «Хаджибей» (1993), «Цигани» (2008); сервіз «Море» (1984); вази — «Лотос» (1985), «Травень» (1988), «Нарцис» (1989); комплекти ваз — «Сутінки», «Літо» (обидва — 1988); пласти із шамоту — «Клоун» (1992), «Оголена» (2013), «Вечір» (2014).

## Родина
Дружина Наталія Анатоліївна Албул (1959 р. н.) — художниця-фарфористка, керамістка. Син Роман (1984 р. н.) — скульптор, кераміст.